# Barbara Henneberger
Barbara-Maria »Barbi« Henneberger, nemška alpska smučarka, * 4. oktober 1940, Oberstaufen, † 12. april 1964, St. Moritz.
Svoj največji uspeh kariere je dosegla na Olimpijskih igrah 1960, ko je osvojila bronasto medaljo v slalomu, tekma je štela tudi za svetovno prvenstvo, bronasta je bila tudi v neolimpijski kombinaciji. Nastopila je tudi na Olimpijskih igrah 1964, kjer je bila peta v smuku, sedma v veleslalomu in deseta v slalomu, in Svetovnem prvenstvu 1962, kjer je bila četrta v smuku in kombinaciji ter peta v slalomu. Po koncu sezone 1964 je sodelovala na snemanju promocijskega smučarskega filma Skifaszinationen, ko ju je z ameriškim smučarjem Buddyjem Wernerjem odnesel snežni plaz. Režiser filma Willy Bogner Jr. je bil obsojen na dvomesečno pogojno kazen zaradi povzročitve smrti iz malomarnosti, ker je snemal kljub opozorilom proti plazovom. 